# Movimiento Comunista de Galicia
El Movimiento Comunista de Galicia, también conocido como Movemento Comunista de Galiza (MCG), fue un partido político comunista creado en Galicia (España) durante los últimos años del franquismo como sección gallega del Movimiento Comunista. Sus líderes eran Xesús Vega Buxán y Carmen Santos Castroviejo.
Durante la Transición, el MCG formó parte del Consello de Forzas Políticas Galegas (CFPG), junto con Partido Socialista Galego, Unión do Povo Galego y Partido Galego Social-Democráta (fundadores) y Partido Carlista de Galicia (unido al Consello al mismo tiempo que el MCG en abril de 1976). En las elecciones constituyentes de 1977, el MCG apoyó la Candidatura Democrática Galega, una coalición de socialistas, comunistas y demócratas cristianos al Senado. Partidario del autogobierno gallego, sin embargo promovió el "No" en el referéndum de aprobación del estatuto de autonomía de 1981 por considerarlo insuficiente. En las primeras elecciones autonómicas, en 1981, se presentó en coalición con la LCR, obteniendo 4858 votos (0,49 %). En las de elecciones al Parlamento de Galicia de 1985 se presentó en solitario, obteniendo tan solo 1327 votos, 0,11 %. En las elecciones municipales de 1987 y 1991 obtuvo un concejal en Padrón (en estas últimas, Padrón fue el único lugar donde se presentó).
En 1991 se integró en un nuevo grupo, Inzar, junto con la LCR, un colectivo que unos años más tarde se integraría en el Bloque Nacionalista Galego (BNG).